# Jüdischer Friedhof (Seibersbach)

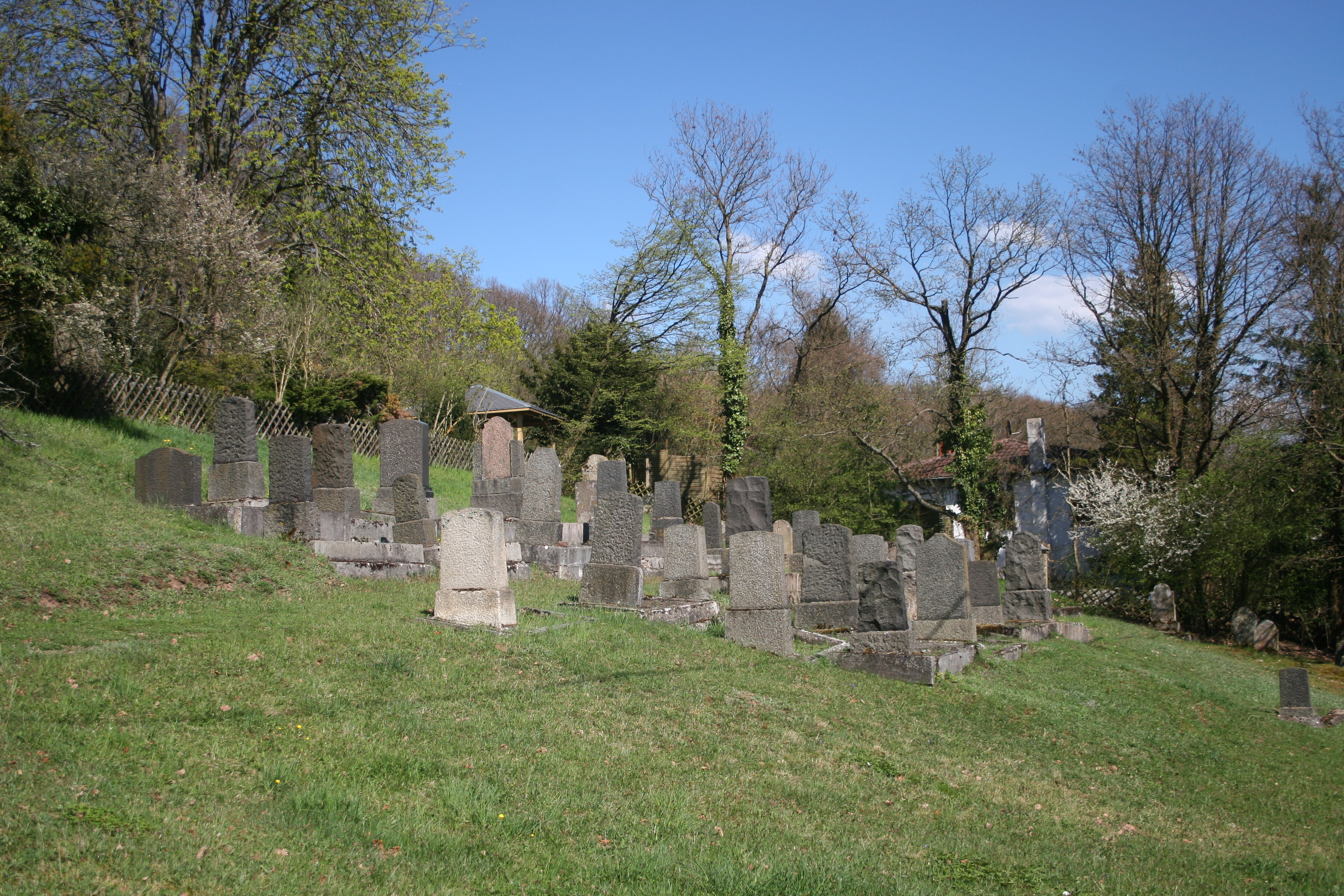
Ansicht des Friedhofs

Der Jüdische Friedhof Seibersbach ist ein jüdischer Friedhof in der Ortsgemeinde Seibersbach im Landkreis Bad Kreuznach in Rheinland-Pfalz. Der Friedhof steht als schützenswertes Kulturdenkmal unter Denkmalschutz.

## Geschichte
Der Friedhof Am Eichenhang, am nördlichen Rand der Gemeinde, befindet sich unweit der Ecke Bergstraße/Am Eichenhang. Er wurde im 18. Jahrhundert angelegt. Es sind noch 47 Grabsteine über Einzel- und Doppelgräber erhalten, die zwischen 1870 und 1941 entstanden. Die Friedhofsfläche beträgt 10,05 ar.